# Jüdischer Friedhof (Dillingen/Saar)

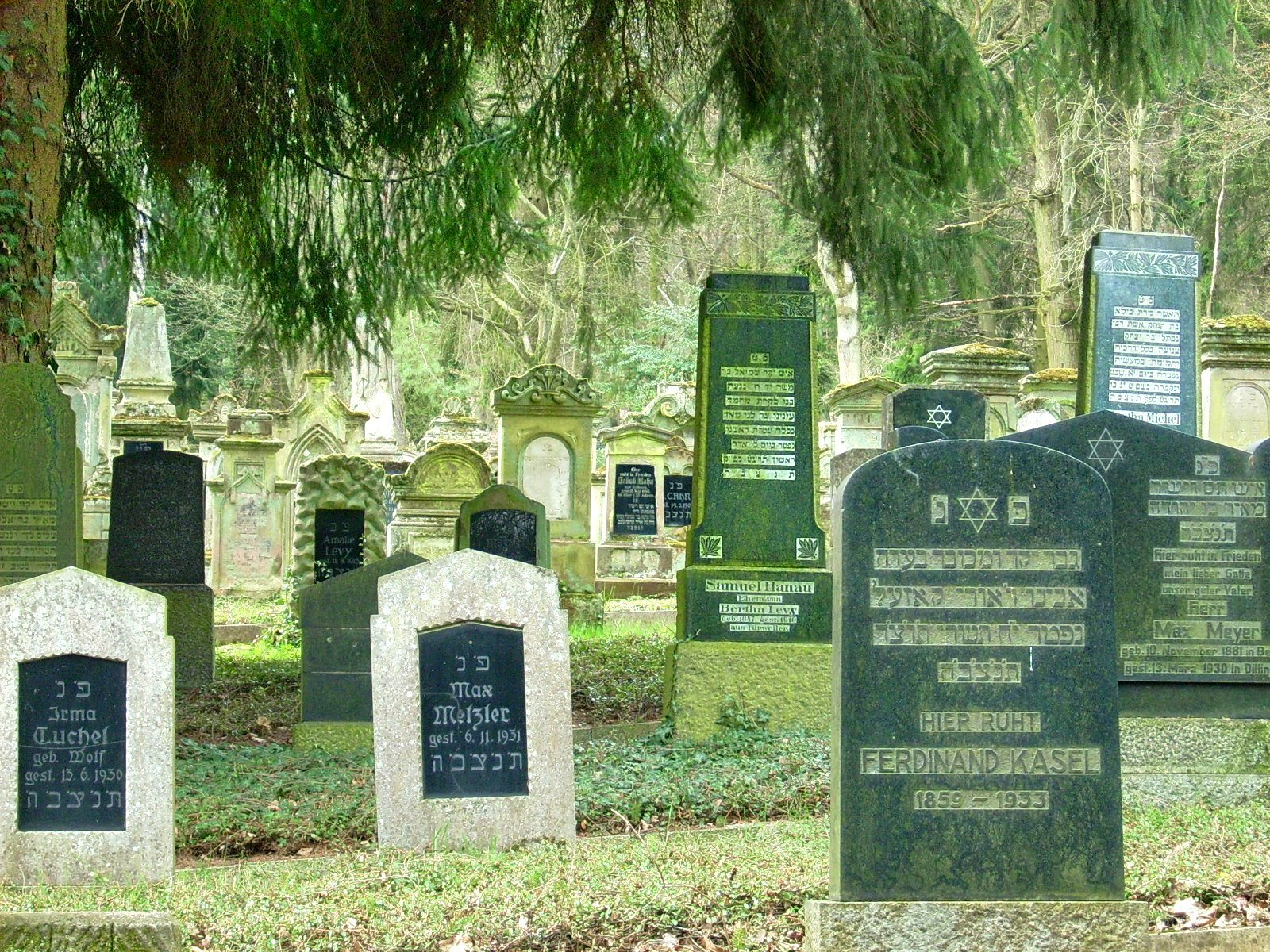
Jüdischer Friedhof Dillingen/Saar

Der Jüdische Friedhof Dillingen/Saar liegt am Rande des Ortsteiles Diefflen der Stadt Dillingen/Saar im Landkreis Saarlouis im Saarland. Er ist der größte jüdische Friedhof des Saarlandes und  ist als Baudenkmal ausgewiesen.

## Beschreibung
Der Friedhof liegt am Rande des Hüttenwaldes, an der Dillinger Straße. Es sind ungefähr 470 Grabsteine erhalten. Die Anlage ist von einer Mauer umgeben und verschlossen. Der Schlüssel ist im Rathaus Dillingen ausleihbar.

## Geschichte

### Jüdische Grablegen
Der jüdische Friedhof Dillingen/Saar war Begräbnisstätte für alle Orte der Umgebung mit Ausnahme von Saarwellingen. Im Jahr 1746 hatte der hohe lothringische Beamte Charles Francois Dieudonné de Tailfumyr, Seigneur de Cussigny et Président à mortier, die Herrschaft Dillingen gekauft. Er war getaufter Jude und gewährte 1755 die Erlaubnis, am Rande des Dillinger Waldes an der Dieffler Grenze auf einem Gebiet von ca. 90 ar einen jüdischen Friedhof anzulegen. Die Initiative war von den Saarlouiser Juden Hayem und Zerf von Worms und Elias Reutlinger ausgegangen, die dafür einen jährlichen Zins von 25 lothringischen Franken zahlen mussten.
Der Ort am Waldrand zwischen Dillingen und Diefflen war nach den urkundlichen Eintragungen allerdings schon zu Beginn des 18. Jahrhunderts (1707) mit jüdischen Grabstätten belegt.
Für den Zeitraum vom 27. Februar 1882 bis zum 1. September 1936 liegt eine Liste der Bestattungen (Name, Wohnort, Bestattungsdatum, Geschlecht, Todesursache, Alter) vor. Die Liste umfasst 345 Personen.
Vermutlich Anfang Mai 2011 schändete(n) ein oder mehrere unbekannte Täter den jüdischen Friedhof. Es wurden dabei 19 Grabsteine umgestürzt und acht weitere Gräber erheblich beschädigt. Die Steine zerbrachen teilweise. An acht weiteren Gräbern wurden Schriftplatten aus Marmor zerstört. Beamte der Polizeiinspektion Dillingen und die Staatsschutzabteilung des Landeskriminalamtes nahmen nach Feststellung der Tat Ermittlungen auf. Es wurden keine sichtbaren Täterbekenntnisse hinterlassen.

Jüdischer Friedhof in Diefflen, Ansichten von Grabsteinen
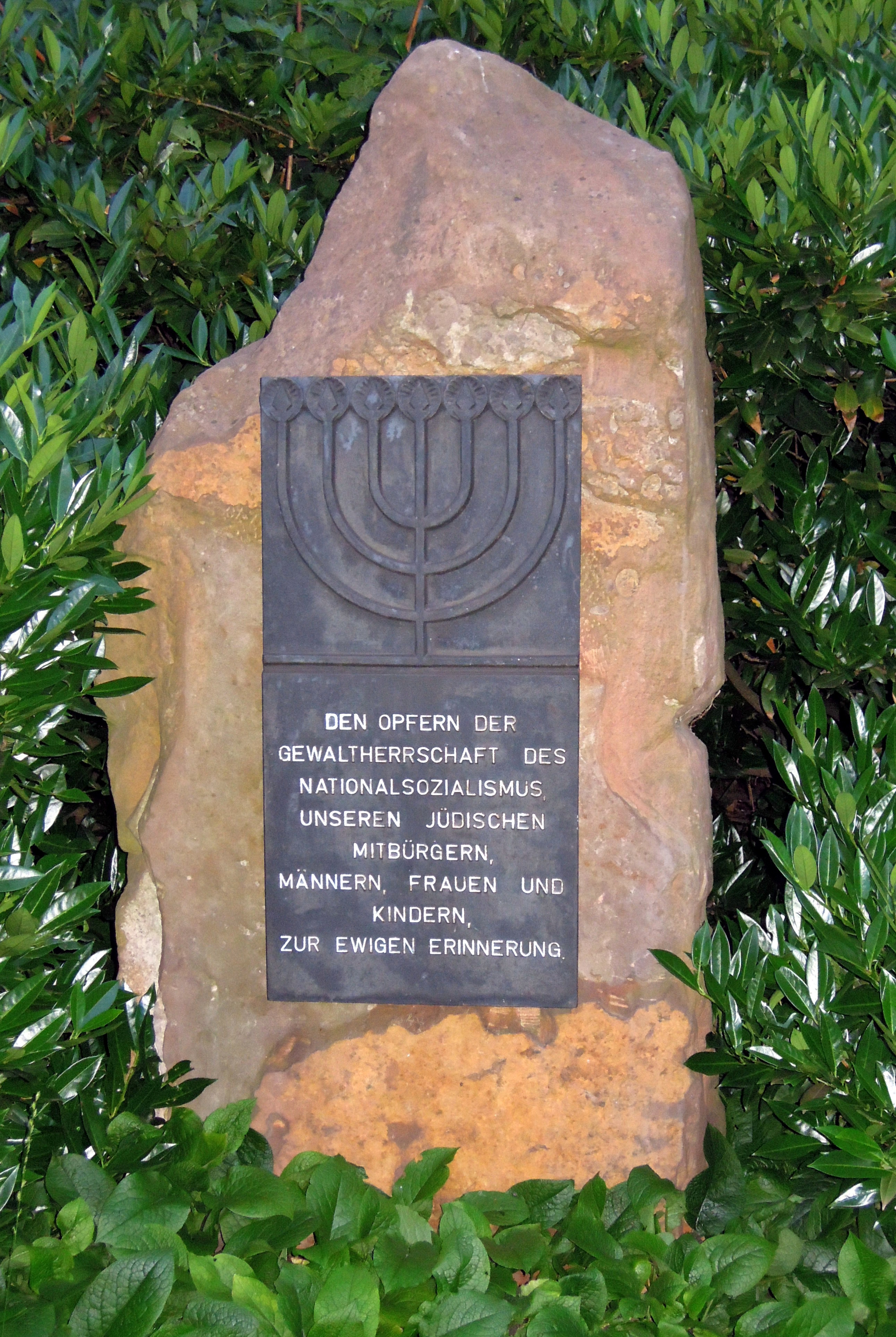
Gedenkplatte vor dem Friedhof
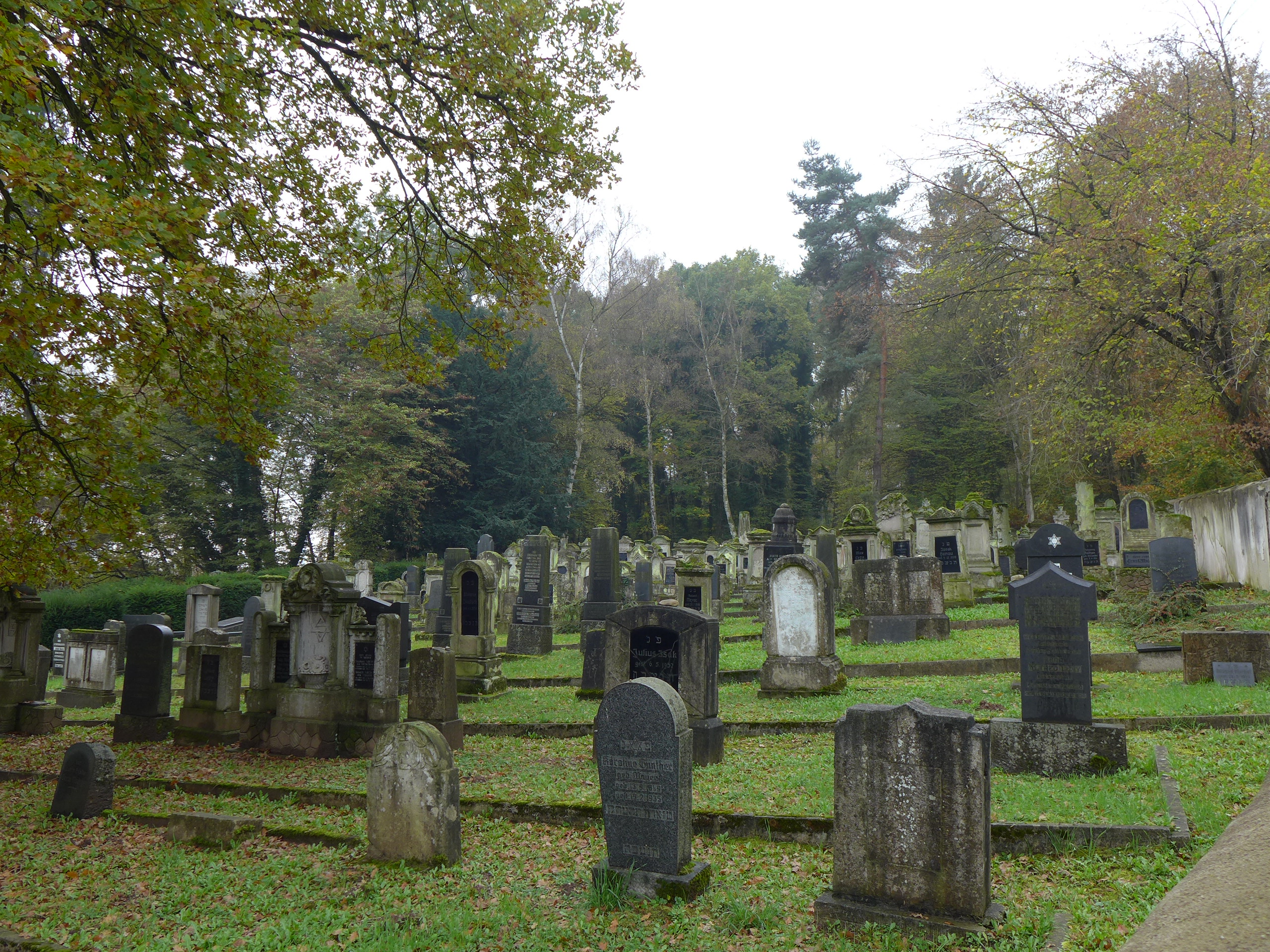
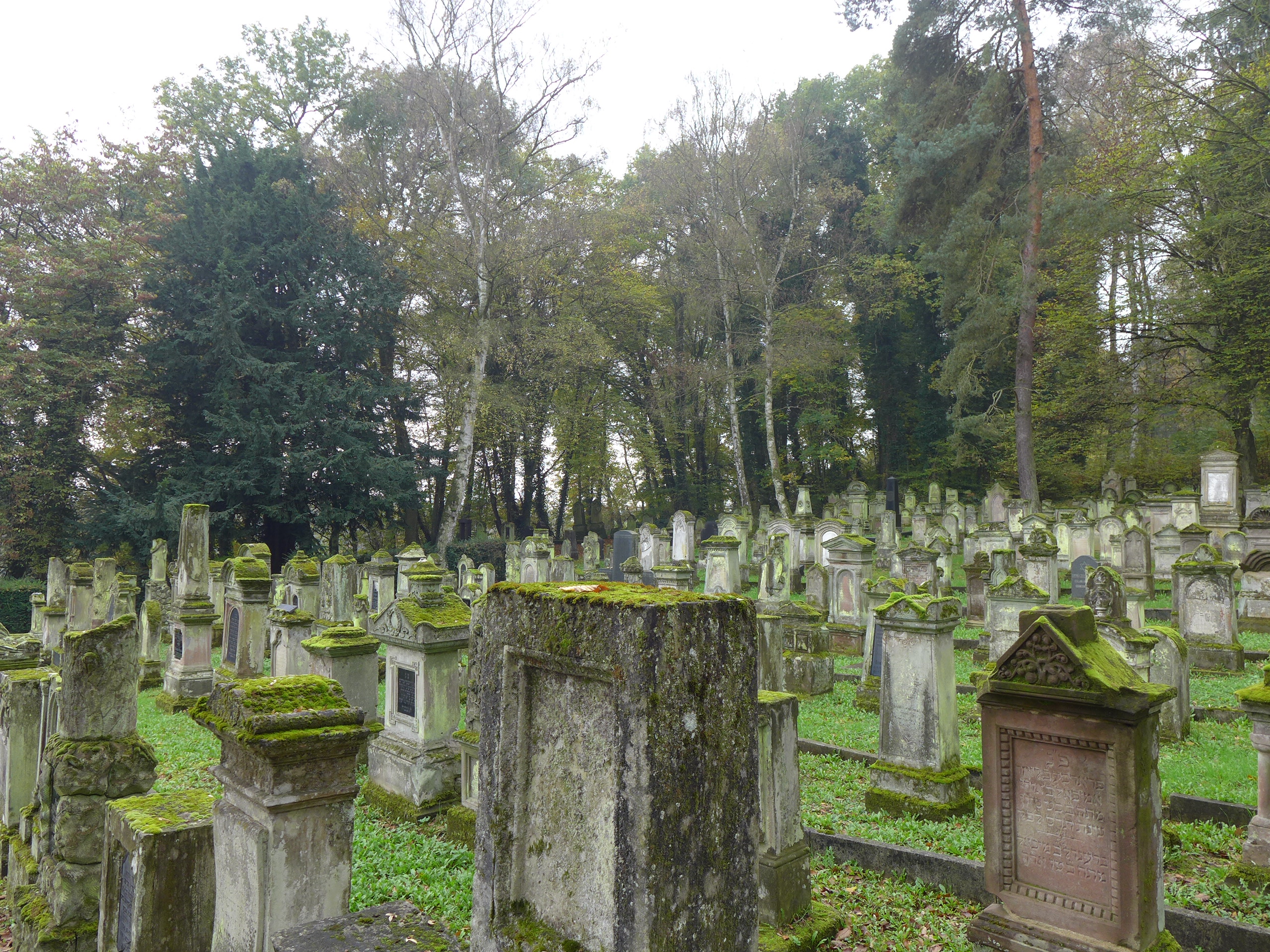
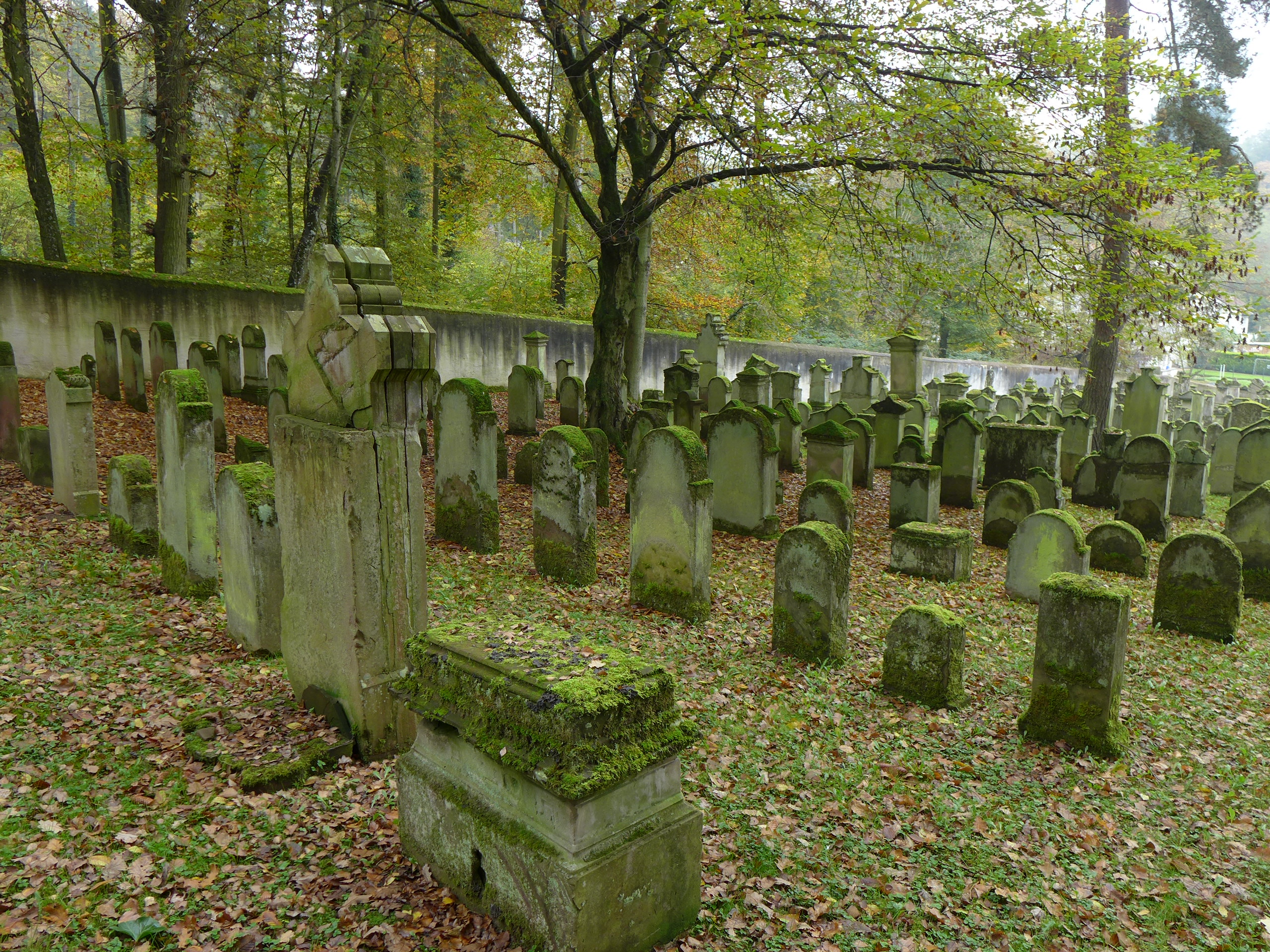
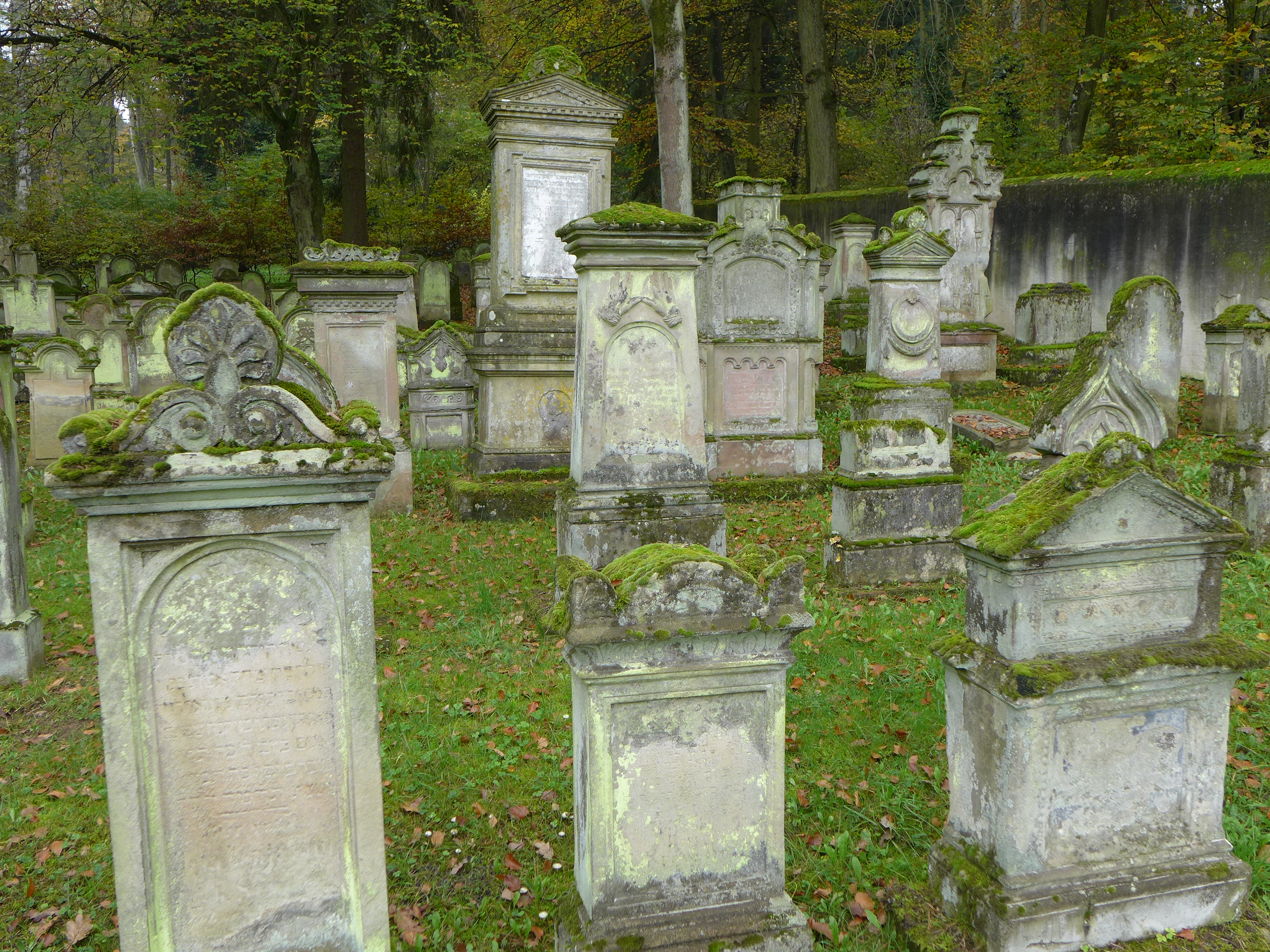
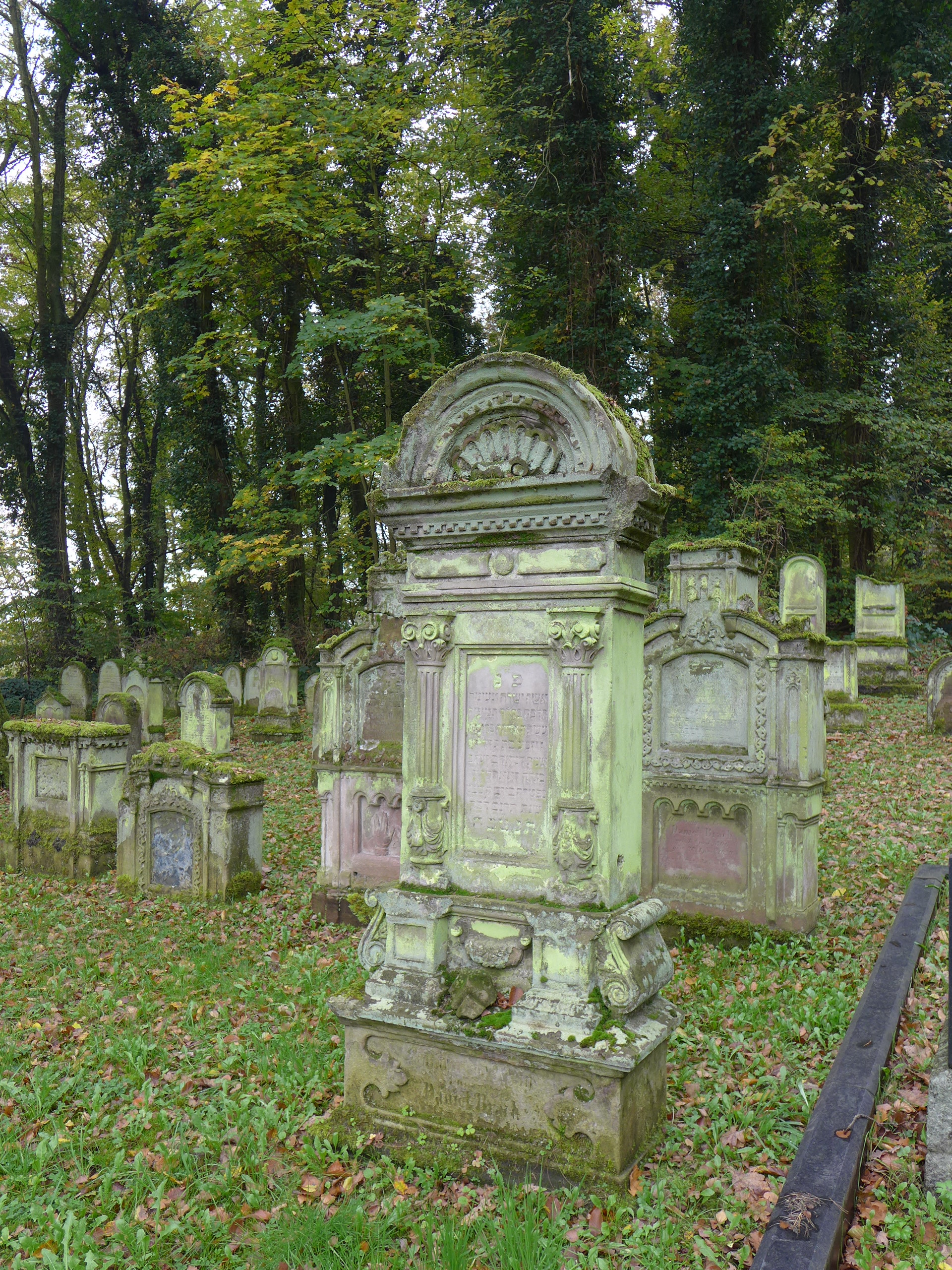
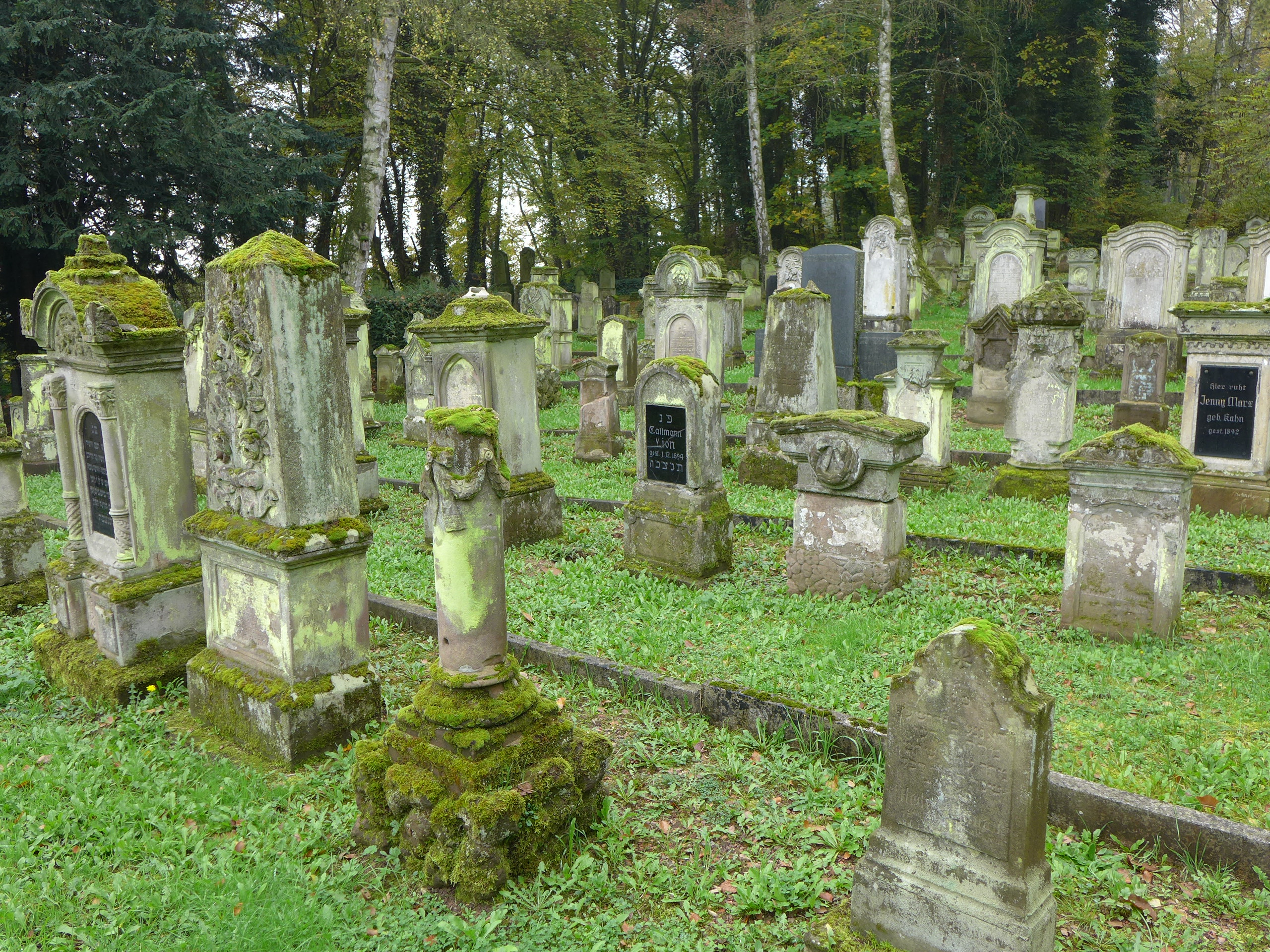
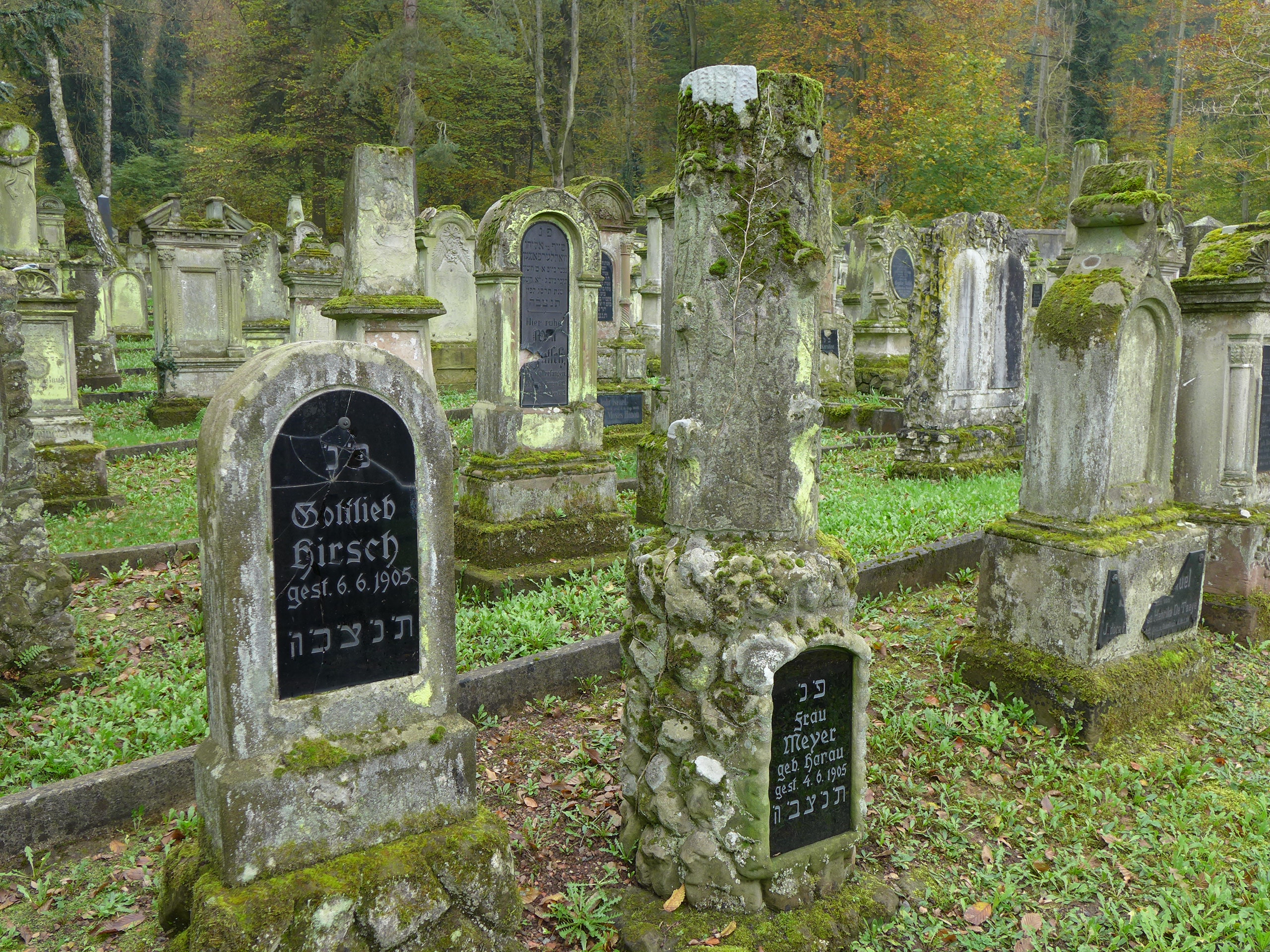
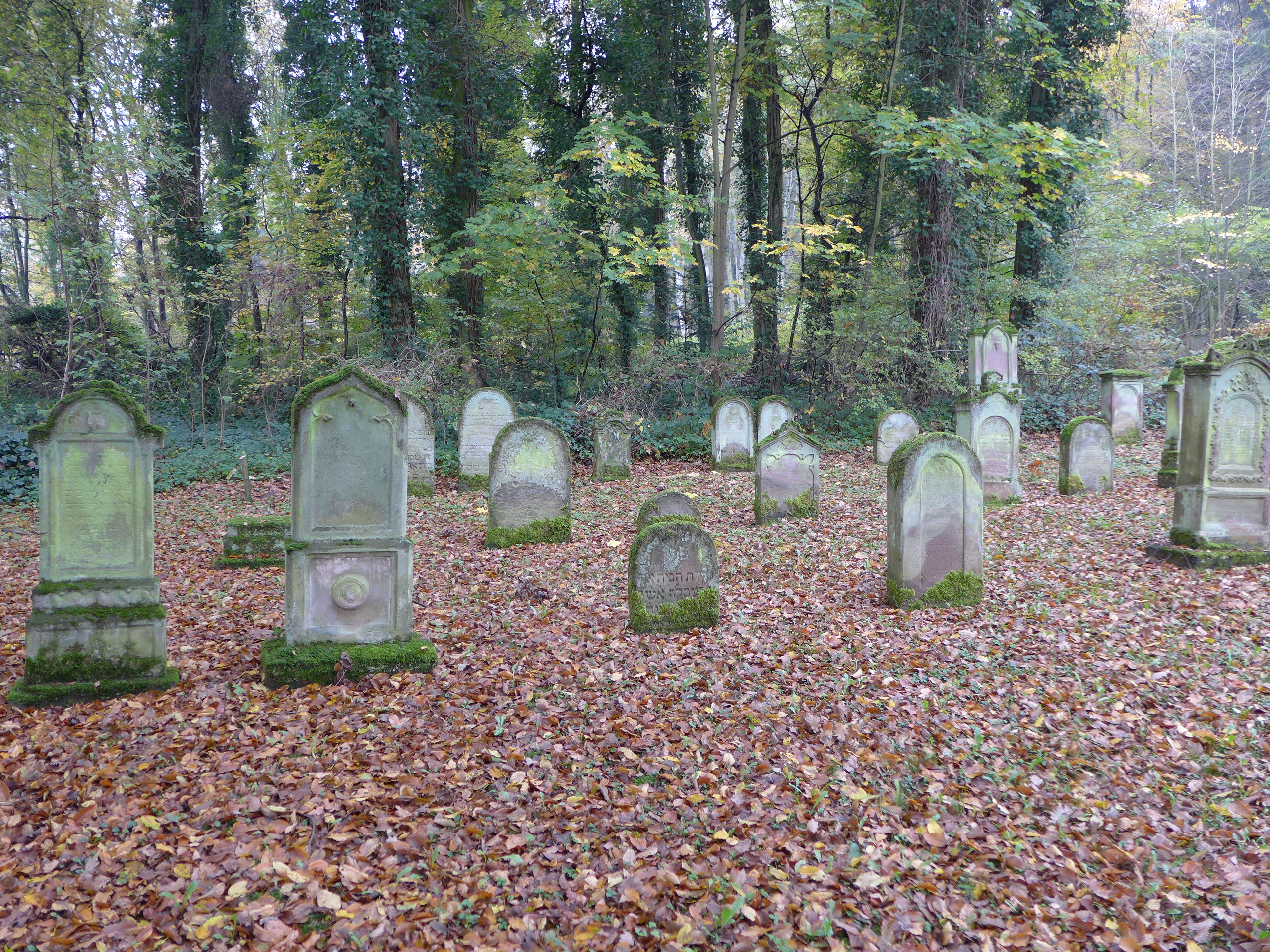
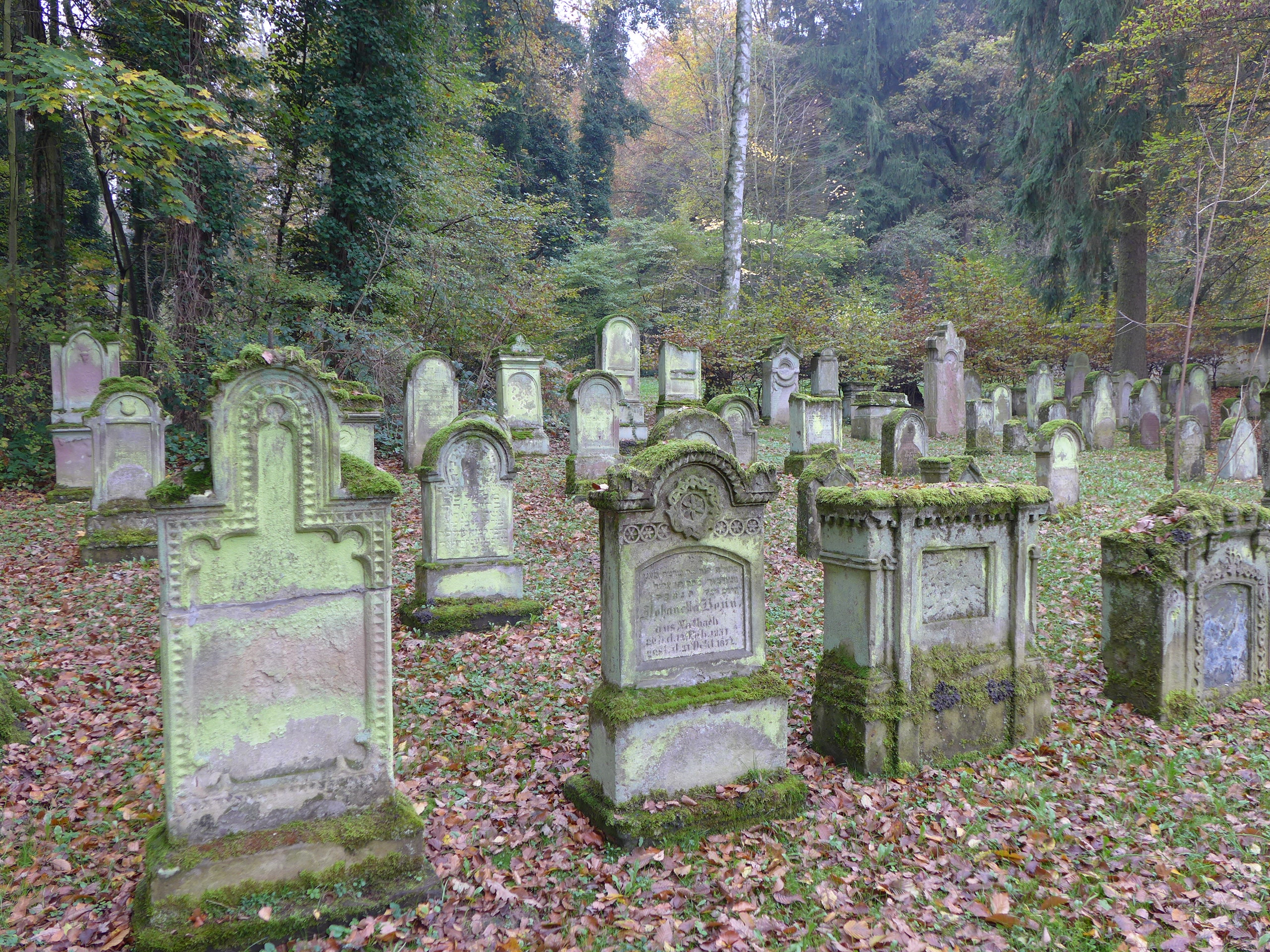

Auf der Liste werden 36 Herkunftsorte der Bestatteten genannt.
1. Beaumarais: 21
2. Beckingen: 4
3. Bettingen: 13
4. Bibergen (Bibiche in Lothringen): 1
5. Büren (seit 1937 Siersburg): 9
6. Buprich: 4
7. Diefflen: 8
8. Differten: 4
9. Dillingen: 28
10. Frankfurt am Main: 1
11. Fraulautern: 11
12. Felsberg: 5
13. Fremersdorf: 2
14. Fürweiler: 2
15. Groß-Hemmersdorf: 3
16. Kerprich-Hemmersdorf: 14
17. Hüttersdorf: 10
18. Ittersdorf: 1
19. Itzbach: 5
20. Lebach: 4
21. Lisdorf: 1
22. Merzig: 1
23. Metz: 1
24. Nalbach: 28
25. Niedaltdorf: 20
26. Püttlingen: 1
27. Rehlingen: 17
28. Roden: 14
29. Saarbrücken: 2
30. Saarlouis: 51
31. Siersdorf: 9
32. Steinbach: 2
33. Talfangen (Thalfang): 1
34. Völklingen: 2
35. Wadgassen: 3
36. Wallerfangen: 22

Bei 20 Toten fehlt der Herkunftsort.
1852 wurde der Friedhof vergrößert. In der NS-Zeit wurde er 1938 zerstört. Eine Wiederherstellung erfolgte im Jahr 1946.

### NS-Zwangsarbeiter-Friedhof

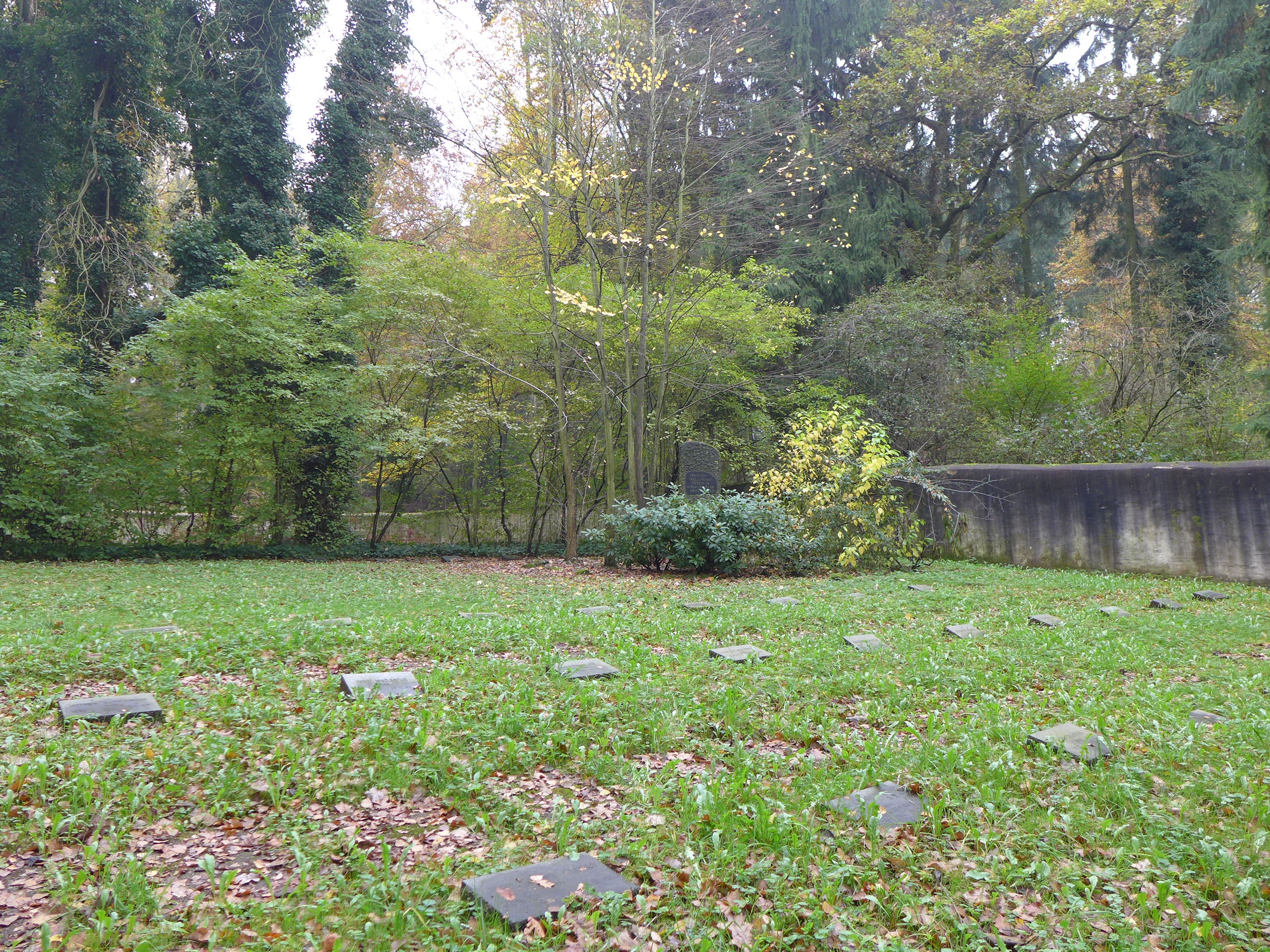
Diefflen, NS-Zwangsarbeiter-Friedhof auf dem jüdischen Friedhof

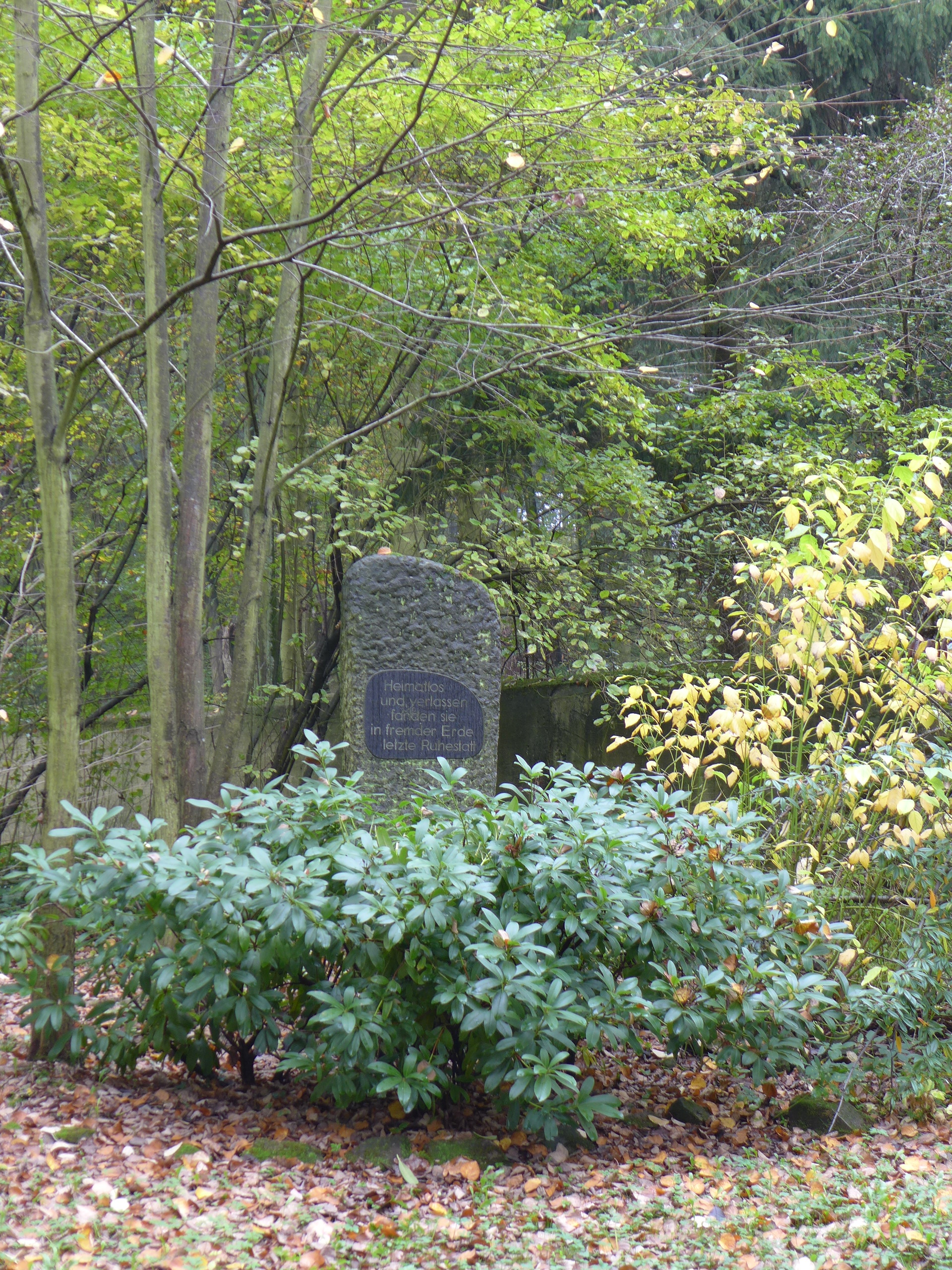
Diefflen, NS-Zwangsarbeiter-Friedhof auf dem jüdischen Friedhof, Gedächtnisstele

Im Jahr 1964 wurde im hinteren Teil des Friedhofes eine Begräbnisstätte für über 50 polnische und russische sowie einen kroatischen Zwangsarbeiter der NS-Zeit geschaffen. Der Gedenkstein trägt die Inschrift „Heimatlos und verlassen fanden sie in fremder Erde letzte Ruhestatt.“
Im Jahr 2009 wurde das Engagement der Stadt Dillingen bei der Restauration des Eingangsportals mit dem saarländischen Denkmalpflegepreis in der Gruppe "Öffentliche Eigentümer" gewürdigt.